# Carena del Coll d'en Guineu
La Carena del Coll d'en Guineu és una serra situada al municipi de Navars, a la comarca del Bages, amb una elevació màxima de 669 metres.I es un lloc prop de cardona i santmateu de bages